# Jimma University
Jimma University är ett universitet i Etiopien. Det ligger i den centrala delen av landet, 260 km sydväst om huvudstaden Addis Abeba. Jimma University ligger 1 738 meter över havet.